# 12072 Anupamakotha
12072 Anupamakotha è un asteroide della fascia principale. Scoperto nel 1998, presenta un'orbita caratterizzata da un semiasse maggiore pari a 2,4516817 UA e da un'eccentricità di 0,1219773, inclinata di 4,69362° rispetto all'eclittica.